# Herman Bavinck
Herman Bavinck (Hoogeveen, 13 december 1854 – Amsterdam, 29 juli 1921) was een Nederlands predikant, theoloog, pedagoog en politicus. Hij is van grote betekenis geweest voor de gereformeerde orthodoxe theologie en was doorkneed in de geschiedenis van het dogma. Vanwege de opkomst aan het einde van de negentiende en begin van de twintigste eeuw van de historisch-kritische methode voor het onderzoek van de Bijbel wilde hij de gereformeerde theologie weerbaar maken tegen de nieuwe vragen die aan het christelijk geloof gesteld werden. Vragen rond het gezag van de Heilige Schrift (de Bijbel) hielden hem bezig en hij ging daarbij de confrontatie met de nieuwe wijsbegeerte niet uit de weg. Hij verdedigde voluit de leer van de Goddelijke Openbaring, in de Heilige Schrift en de vleeswording in Jezus Christus.
Samen met Abraham Kuyper wordt hij beschouwd als grondlegger van het neocalvinisme en van de Gereformeerde Kerken in Nederland. Bavinck was een jongere tijdgenoot van Kuyper, maar beiden stonden op hetzelfde moment op hun theologisch hoogtepunt en oefenden veel invloed uit door hun dogmatische werken. Hun achtergrond verschilde echter sterk: Kuypers achtergrond lag tot het moment van zijn bekering in het modernisme. Bavinck kwam uit eenvoudige afgescheiden kringen. Zijn vader J. Bavinck was predikant in de christelijke gereformeerde kerk voor 1892. Hij vertegenwoordigde de vroomheidstraditie van de Afscheiding van 1834 (J.J.C. Dee).

## Levensloop
Bavinck werd geboren in Hoogeveen. Een groot deel van zijn jeugd bracht hij door in Almkerk. Van 1870 tot 1873 volgde Bavinck de lessen aan het Stedelijk Gymnasium te Zwolle. Hierna liet hij zich inschrijven aan de Theologische School te Kampen. Uiteindelijk ging hij in 1874 in Leiden theologie en Semitische talen studeren. Daar promoveerde hij cum laude op 10 juni 1880 tot doctor in de godgeleerdheid op een studie over de ethiek van Ulrich Zwingli. Van 1881 tot 1883 was hij christelijk-gereformeerd predikant te Franeker.
Kuyper wilde hem graag als docent hebben aan de Vrije Universiteit (VU), maar deze benoeming sloeg hij af. Hij werd als dogmaticus hoogleraar in Kampen (1882). Op 2 juli 1891 huwde hij Johanna Adriana Schippers (1868-1942).
In 1902 ging Bavinck (met zijn collega Petrus Biesterveld en een groot aantal studenten) over naar de Vrije Universiteit. Daar groeide hij uit tot een figuur van maatschappelijke betekenis. Hij zette zich actief in voor de politiek en voor het christelijk onderwijs. Zo publiceerde hij op het gebied van psychologie en pedagogiek. In 1911 kwam hij voor de Anti-Revolutionaire Partij in de Eerste Kamer. Dit deed hij tot 1921.
Herman Bavinck overleed op 66-jarige leeftijd. Op zijn sterfbed sprak hij de woorden uit: "Aan mijn geleerdheid heb ik nu niets meer; mijn dogmatiek baat mij ook nu niet meer; alleen door het geloof word ik zalig."
Hij ligt begraven in Vlaardingen in het familiegraf van de familie Schippers. Dit grafmonument werd in 2021, aan de vooravond van zijn honderdste sterfdag, grondig opgeknapt op initiatief van prof. George Harinck.

## Dogmatiek
Zijn belangrijkste werk is een vierdelige dogmatiek: "Gereformeerde Dogmatiek" waarvan het eerste deel verscheen in 1895. De laatste door Bavinck bijgewerkte druk van dit handboek verscheen in de jaren 1906-1911.
De dogmatiek biedt een overzicht van de Bijbelse leer vanuit klassiek gereformeerd perspectief. Wel wilde hij antwoorden geven op nieuwe vragen, die gesteld werden door de samenleving en wetenschap. Hij verdedigde de leer van de organische inspiratie van de Bijbel tegenover de mechanische inspiratie. Dit wil zeggen dat de Bijbelschrijvers niet op monotone wijze de Goddelijke openbaring gedocumenteerd hebben, maar dat God hun talenten en achtergrond niet uitschakelde. Bavinck wil aantonen dat naast alle verschillen in stijl en perspectief, er een alles overkoepelende eenheid in de Heilige Schrift is te ontdekken, die ver boven alle vermeende tegenstrijdigheden uitstijgt. Bavinck bewandelde hierin geen nieuwe wegen, de gedachte van de organische inspiratie is reeds bij Calvijn terug te vinden. Bavinck heeft hem verder uitgewerkt.
Bavinck was een man met een brede blik. Kenmerkend was dat hij zijn tegenstanders met een zekere mildheid tegemoet trad. Zonder Bavink als een oecumenisch theoloog in de moderne zin van het woord te betitelen, ging hij het contact met andersdenkenden niet uit de weg. In zijn rectorale rede over "De katholiciteit van christendom en kerk" uit 1888  legt Bavinck uit dat de kerk katholiek (niet te verwarren met rooms-katholiek) is omdat de plaatselijke kerk tot de algemene behoort, en omdat de nieuwtestamentische kerk – in tegenstelling tot Israël – gelovigen uit alle volken, tijden en plaatsen omvat, en omdat de kerk de volkomen overlevering bezit.
Dogmatiek en ethiek hangen bij Bavinck met elkaar samen. Het Koninkrijk van God vraagt om passend moreel gedrag. Het verschil tussen dogmatiek en ethiek drukte hij kort en krachtig uit: 'Dogmatiek: Hij de onze. Ethiek: wij de Zijne'.
Naast zijn vierdelige dogmatiek schreef Bavinck een ethiek. Dit manuscript heeft hij echter nooit voltooid. In 2019 werd dit onvoltooide manuscript alsnog uitgegeven bij Kok Boekencentrum.

## Invloed
Bavinck had een invloedrijke positie binnen de Christelijke Gereformeerde Kerk. Hij speelde een belangrijke rol bij de eenwording met de "dolerende" Nederduits Gereformeerde Kerken. Deze laatste hadden zich rond 1886 onder leiding van Abraham Kuyper losgemaakt van de Nederlandse Hervormde Kerk. De Christelijke Gereformeerde Kerk waar Bavinck deel van uitmaakte, had zich al rond 1834 losgemaakt van diezelfde Nederlandse Hervormde Kerk. In 1892 vond de Vereniging tussen de Christelijke Gereformeerde Kerk en de Nederduits Gereformeerde Kerken plaats. Binnen de verenigde Gereformeerde Kerken in Nederland heeft hij steeds een pacificerende rol proberen te spelen.
Waardering voor Bavinck is er ook altijd onder de bevindelijk gereformeerden geweest. Zowel binnen de Christelijke Gereformeerde Kerken, als binnen de Gereformeerde Gemeenten werd en wordt van zijn werken dankbaar gebruik gemaakt. 

## Heruitgave Erskines
Na 1912, de periode aan het einde van zijn leven wordt gekenmerkt door een zeker isolement. Prof.dr. W.H. Velema vraagt zich af: "Was hij teleurgesteld?", namelijk in de doorwerking van het Neocalvinisme. Dr. R. H. Bremmer die de correspondentie tussen Kuyper en Bavinck heeft onderzocht, proefde daarin "wederzijds respect, zelfs verbondenheid, en toch ook een -in de loop der jaren toenemende- distantie". Hij was het die in 1904 de werken van de Schotse predikers Erskines van een voorrede voorzag, waarin hij schreef  “Er is een belangrijk element in, dat ons heden ten dage veelszins ontbreekt. Het is alsof wij niet meer weten, wat zonde en genade, wat schuld en vergeving, wat wedergeboorte en bekering is”.
Hierin zien we zijn zorgen over het toenemende rationalisme in de Gereformeerde Kerken in Nederland. De verbondenheid aan zijn achtergrond, de afgescheiden bloedgroep van de Gereformeerde Kerken, bleef hem altijd bij. Hij werd nooit een neocalvinist in de volle zin van het woord. Volgens Velema heeft de theologie van Bavinck daarom, voor de gereformeerde orthodoxie, voor de toekomst meer te bieden dan Kuyper.

## Centrum
In november 2015 werd aan de Vrije Universiteit het Herman Bavinck Center for Reformed and Evangelical Theology (HBCRET) opgericht. Het centrum is gericht op de bestudering en bevordering van de gereformeerde theologie.

## Familie
Zijn vader Jan Bavinck en zijn broer Coenraad Bernardus Bavinck waren ook predikant. Johan Herman Bavinck, missioloog en hoogleraar, was zijn neef (de zoon van eerder genoemde broer).

### Ethiek
- Gereformeerde ethiek. Bezorgd, ingeleid en geannoteerd door Dirk van Keulen (eerste publicatie van een onvoltooid manuscript, 976 pagina's). Utrecht, Kok Boekencentrum, 2019.
- Willem Maarten Dekker, Bavincks bezonnenheid. Een notitie naar aanleiding van zijn recent ontdekte 'Gereformeerde Ethiek'. In: In de Waagschaal, tijdschrift voor theologie, cultuur en politiek, jrg. 49, 11 januari 2020, nr, 1, pp. 15-18

### Pedagogiek
- Paedagogische beginselen (1904)
- De opvoeding der rijpere jeugd (1916)
- De nieuwe opvoeding (1917)
- Westera, B., Opvoedkunde voor het huisgezin, met een woord vooraf van H. Bavinck. Nijverdal (1917)

### Publicaties over Bavinck
- Brederveld, J., Hoofdlijnen der pedagogiek van dr. Herman Bavinck, met critische beschouwing. Amsterdam, 1927
- Zweep, L. van der, De paedagogiek van Bavinck, met een inleiding tot zijn werken. Kampen, 1935
- Bremmer, R.H., Herman Bavinck als dogmaticus. Kampen 1961
- Bremmer, R.H., Herman Bavinck en zijn tijdgenoten. Kampen 1966